# Norfolk Scope
Norfolk Scope Arena är en inomhusarena i den amerikanska staden Norfolk i delstaten Virginia. Den har en publikkapacitet på mellan 8 701 och 13 800 åskådare beroende på arrangemang. Inomhusarenan ägs och underhålls av staden. Norfolk Scope är ritad av den italienska arkitekten Pier Luigi Nervi och det lokala arkitektkontoret Williams and Tazewell. Bygget av arenan inleddes den 6 juni 1968 och invigningen skedde den 12 november 1971. Den används som hemmaarena för Norfolk Admirals (2015–) och tidigare av Hampton Roads Admirals (1989–2000), Norfolk Admirals (2000–2015) och Old Dominion Monarchs and Lady Monarchs (1971–2002).